# Moșneni (Constanța megye)
Moșneni  falu Constanța megyében, Dobrudzsában, Romániában.  Közigazgatásilag 23 August községhez tartozik.

## Fekvése
A település az ország délkeleti részén található, 23 August-tól három kilométerre keletre.

## Története
Perveli néven török telepesek alapították, román neve Pervelia volt. Mai nevét 1961-ben kapta.

## Lakossága
| Nemzetiségek | 2002 | 2002   |
| ------------ | ---- | ------ |
| Románok      | 1125 | 89,1%  |
| Tatárok      | 120  | 9,5%   |
| Romák        | 11   | 0,9%   |
| Törökök      | 5    | 0,4%   |
| Összesen     | 1263 | 100,0% |

## Látnivalók
- Dzsámi
- Ortodox templom

## Külső hivatkozások
- 23 August hivatalos honlapja

## Fordítás
- Ez a szócikk részben vagy egészben  a   Moşneni, Constanţa című román Wikipédia-szócikk fordításán alapul.  Az eredeti cikk szerkesztőit annak laptörténete sorolja fel. Ez a jelzés csupán a megfogalmazás eredetét és a szerzői jogokat jelzi, nem szolgál a cikkben szereplő információk forrásmegjelöléseként.